# Austrosalomona
Austrosalomona is een geslacht van rechtvleugeligen uit de familie sabelsprinkhanen (Tettigoniidae). De wetenschappelijke naam van dit geslacht is voor het eerst geldig gepubliceerd in 1988 door Rentz.

## Soorten
Het geslacht Austrosalomona omvat de volgende soorten:
- Austrosalomona falcata Redtenbacher, 1891
- Austrosalomona personafrons Rentz, 1988
- Austrosalomona zentae Rentz, 1988